# Álex Palou
Àlex Palou Montalbo, född den 1 april 1997 i Sant Antoni de Vilamajor, är en spansk racerförare.